# Jakow Iossifowitsch Dschugaschwili

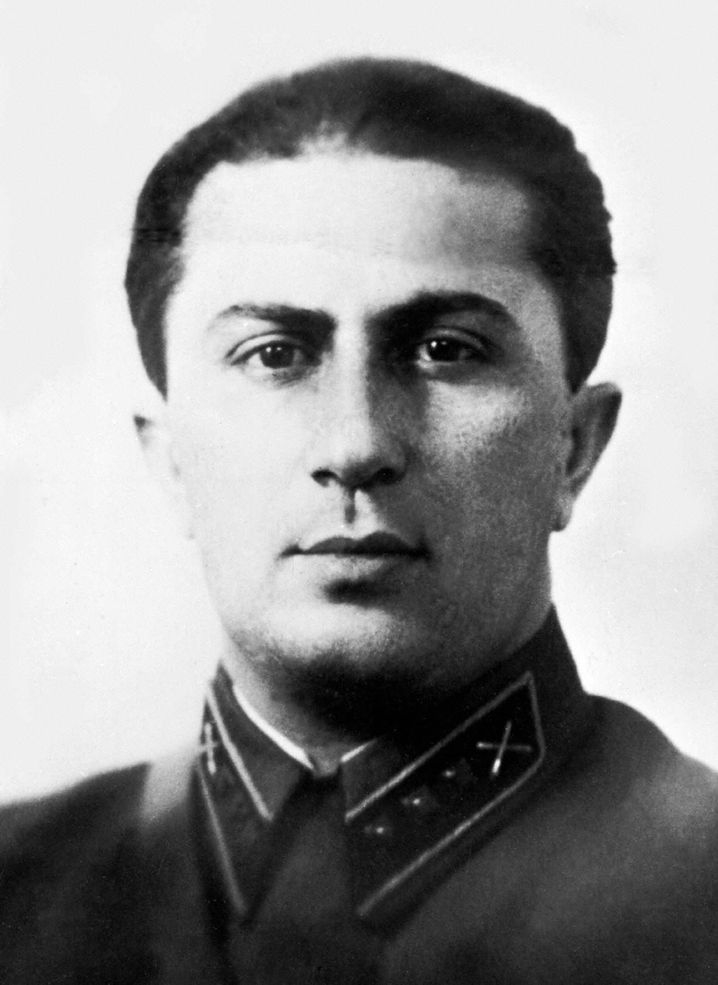
Jakow Dschugaschwili, 1941

Jakow Iossifowitsch Dschugaschwili (russisch Яков Иосифович Джугашвили, georgisch იაკობ ჯუღაშვილი / Iakob Dschughaschwili; * 18. März 1907 in Badsi, Gouvernement Kutaissi, Russisches Kaiserreich; † 14. April 1943 im Konzentrationslager Sachsenhausen) war ein sowjetischer Artillerieoffizier der Roten Armee. Er war der älteste Sohn von Josef Stalin und dessen erster Frau Ketewan Swanidse.

## Leben
Nach dem Tod seiner Mutter wuchs Dschugaschwili zunächst bei seiner Großmutter mütterlicherseits und in der Familie einer Schwester seiner Mutter auf. Stalin besuchte ihn kaum. Dschugaschwilis Tante beklagte das Schicksal des vom Vater vernachlässigten Kindes: „Mein Neffe, der nach dem Tod seiner Mutter als Halbwaise zurückblieb, wurde von seinem Vater beinahe zur Vollwaise gemacht.“ Erst anderthalb Jahrzehnte später, 1921, bekam Dschugaschwili seinen Vater wieder zu sehen. Sein Onkel brachte ihn in den Haushalt Stalins, der 1919 Nadeschda Allilujewa geheiratet hatte. Als er 1925 die 16-jährige Priestertochter Soja Gunina heiraten wollte, kam es zu einem Eklat, infolgedessen sich Dschugaschwili ins Herz schießen wollte. Noch später betitelte Stalin seinen Sohn als „Straßenlümmel“ und „Erpresser“. Nach Dschugaschwilis gescheitertem Suizidversuch verhöhnte Stalin ihn: „einer, der nicht einmal geradeaus schießen kann“. Nach der Schule besuchte Jakow die Arbeiterfakultät und ging mit 23 Jahren zum Dserschinski-Transportinstitut.
1936 heiratete Dschugaschwili die jüdische Tänzerin Julia (auch: Judith) Melzer (1911–1968) aus Odessa. Beider Tochter war die spätere Historikerin Galina Dschugaschwili, beider Sohn der spätere Oberst der Sowjetarmee Jewgeni Dschugaschwili.

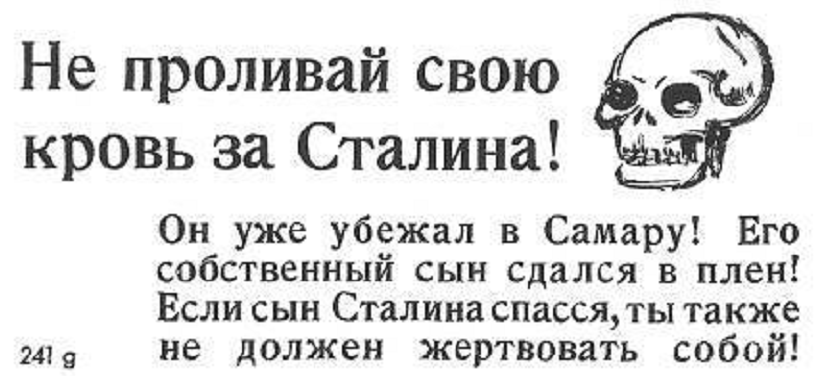
Deutsche Propaganda in russischer Sprache 1941: „Vergieße nicht Dein Blut für Stalin! Er ist schon nach Samara geflohen! Sein eigener Sohn hat sich ergeben! Wenn schon Stalins Sohn sich selber rettete, dann bist du nicht verpflichtet, Dich für ihn zu opfern!“

Ohne Unterstützung seines Vaters wurde er 1935 Ingenieur und arbeitete zunächst im Stalin-Automobilwerk, bevor er ab 1937 als Offiziersanwärter die Artillerie-Akademie der Roten Armee besuchte. Seit 1940 Oberleutnant, diente er zum Zeitpunkt des deutschen Überfalls auf die Sowjetunion (Unternehmen Barbarossa) im 14. Haubitzenregiment der 14. Panzerdivision. Am 16. Juli 1941 wurde er von der deutschen Wehrmacht gefangen genommen. Eine zu Propagandazwecken genutzte Fotografie zeigt ihn in Gegenwart deutscher Soldaten; zudem wurde im Rundfunk das Vernehmungsprotokoll in russischer Sprache verlesen, in dem er den Zustand der sowjetischen Armee und ihre Führung stark kritisierte. Das Angebot, ihn nach der Schlacht von Stalingrad gegen den gefangenen Generalfeldmarschall Friedrich Paulus auszutauschen, lehnte Stalin laut der Legende mit der Begründung ab, dass er nicht bereit sei, „Feldmarschälle gegen Soldaten zu tauschen“. In einigen sowjetischen Quellen wurde die Gefangennahme als Propagandalüge bezeichnet. Stalin ließ seine Schwiegertochter, Julia Dschugaschwili, nach Befehl Nr. 270 inhaftieren und seine Enkeltochter in einem staatlichen Erziehungsheim unterbringen, da sie durch Jakows angebliche Desertion als politisch unzuverlässig galten.
Inhaftiert wurde er zunächst im Offizierslager (Oflag) XIII D in Hammelburg und anschließend im Oflag X-C in Lübeck-Vorwerk. Zuletzt wurde er im Sonderlager A für alliierte Kriegsgefangene des Konzentrationslager Sachsenhausen bei Oranienburg festgesetzt. Dort war er zusammen mit einem Neffen des sowjetischen Außenministers Molotow, Leutnant Wassilij Kokorin, sowie mit vier Briten irischer Herkunft – Thomas Cushing, William Murphy, Patrick O’Brien und Andrew Walsh – in einer Baracke untergebracht. Er starb am Abend des 14. April 1943, als er in vermutlich suizidaler Absicht in den elektrisch geladenen Lagerzaun lief. Ob er dabei vom Wachpersonal erschossen wurde oder durch Strom starb, blieb ungeklärt. Gerichtsmediziner stellten vor Ort fest, dass eine Kugel in den Kopf eingedrungen war, der Tod sei aber bereits vorher durch einen Stromschlag eingetreten. Kurz darauf wurde die Leiche verbrannt und die Urne mit den Ermittlungsunterlagen und dem Totenschein an das Reichssicherheitshauptamt versandt. Acht Tage später erhielt Joachim von Ribbentrop eine „Geheime Reichssache“ von Heinrich Himmler mit den Worten: „Lieber Ribbentrop. Anliegend übersende ich Dir einen Bericht über die Tatsache, dass der Kriegsgefangene Jakob Dschugaschwili, Sohn von Stalin, bei einem Fluchtversuch im Sonderlager A in Sachsenhausen bei Oranienburg erschossen worden ist.“ Die Todesnachricht tat Stalin mit einem Allerweltssatz ab: „Viele Familien haben Söhne verloren.“
2013 berichtete Der Spiegel über bisher unveröffentlichte Unterlagen des Zentralarchiv des Verteidigungsministeriums in Podolsk, in denen auf 389 Seiten Informationen über die Rolle Jakow Dschugaschwilis während seiner Gefangennahme, dessen Biographie im Schatten seines übermächtigen Vaters sowie die Umstände seines Suizids gesammelt wurden. Bereits 1968 tauchten im Washingtoner State Department Dokumente der Gestapo auf, wonach er unter anderem Opfer einer Haftpsychose geworden sei und sein Tod einem Suizid gleiche. Gestützt wird die These durch den Zeugenbericht des ehemaligen Mithäftlings Cushing. Dieser berichtete unter anderem von einer Wesensveränderung nach im Lager über Lautsprecher in englischer und russischer Sprache übertragenen Propagandasendungen, dass laut Stalin Hitler keine russischen Gefangenen habe: „Er hat nur russische Verräter, und die werden wir erledigen, wenn der Krieg vorbei ist“ sowie der Verleugnung, dass Jakow sein Sohn sei.